# 勝與敗
《勝與敗》（英語：Win or Lose）是一部2025年發行的美國動畫影集，由皮克斯動畫工作室製作。該影集由嘉莉·霍布森和邁克爾·耶茨創作、編劇及執導，他們同時也擔任執行製片人。故事聚焦於一支名為「酸黃瓜壘球隊」的中學男女混合壘球隊，描述他們在迎接冠軍賽的一週內發生的故事，每一集都從不同隊員的角度展開。共包含八集。
影集的配音陣容包括威爾·福爾特、艾薩克·王、陳琦燁、喬·費爾斯通、米蘭·雷
、喬許·湯姆森、艾琳·凱夫、羅西·福斯、和香奈兒·史都華。該影集是皮克斯的原創長篇影集。最初於2020年12月的迪士尼投資者日正式宣布，其系列的靈感來自於霍布森和耶茨在製作2019年電影《玩具總動員4》）期間對同一事件產生截然不同的反應和看法。每一集的動畫風格都會有所變化，與常見作品進一步區分，動畫部門由布倫丹‧比斯利、布蘭登·科恩和湯姆·扎克領導。配樂由拉明·賈瓦帝譜寫。

## 劇情大綱
《勝與敗》講述了一支名為「酸黃瓜壘球隊」的中學男女混合壘球隊，在冠軍賽前一週的故事。每集時長約20分鐘，從隊伍中不同成員的視角出發，呈現相同事件的發展，涵蓋球員、他們的父母以及裁判等角色，特別突出了其中的兩個故事。

## 配音員
- 威爾·福爾特 飾 丹教練（Coach Dan），壘球隊「酸黃瓜」的教練。[4]
- 艾薩克·王（英语：Izaac Wang） 飾 宇文（Yuwen）[5]
- 陳琦燁 飾演尚未命名的角色[5]
- 喬·費爾斯通（英语：Jo Firestone） 飾 Sweaty[5]
- 米蘭·雷 飾 羅謝爾（Rochelle），隊中的捕手。[5]
- 喬許·湯姆森（英语：Josh Thomson (actor)） 飾 Frank[5]
- 艾琳·凱夫 飾 Lena[5]
- 羅西·福斯 飾演尚未命名的角色[5]
- 羅莎·薩拉查 飾 凡妮莎（Vanessa），羅謝爾的單親母親。
- 香奈兒·史都華 飾演尚未命名的角色[6]

## 製作
該影集於2020年12月10日的迪士尼投資者日會議上宣布，並預定在Disney+播出。嘉莉·霍布森（Carrie Hobson）和邁克爾·耶茨（Michael Yates）擔任創作、編劇及導演，大衛·拉利
（David Lally）擔任製片人。皮克斯首席創意官彼特·達克特表示，影集不僅是一個壘球故事，更著重探討愛、競爭以及人生中的挑戰。每集時長約20分鐘。
在製作2019年電影《玩具總動員4》期間，霍布森和耶茨注意到他們對創意會議的理解存在分歧，這啟發了該影集的創作構想：圍繞同一事件，但以不同角色的視角展開。影集融合了皮克斯電影特有的幽默與情感，但採用全新的敘事方式呈現。霍布森和耶茨與彼特·達克特、大衛·拉利、安德魯·斯坦頓和琳賽·柯林斯共同擔任執行製片人。
與其他電視項目不同。《勝與敗》是皮克斯首部原創性質的長篇動畫影集，自Disney+成立以來，皮克斯便開始規劃此影集。霍布森和耶茨表示，選擇電視劇格式是為了探索長篇敘事和角色視角，並達到電影無法實現的效果。2023年7月17日，霍布森在X平台確認後期製作已完成。

### 編劇
根據霍布森和耶茨的說法，該劇的主題是「事物並非如表面所見」，並探討不同人如何在同一地點有不同的經歷。每集聚焦不同角色，通過他們的故事展現多重視角。[9] Hobson指出，這些角色靈感來自他們自身以及身邊的人和經歷。
2024年12月17日，《好萊塢報導》指出，影集中涉及跨性別角色角色的情節已被刪除。迪士尼發言人表示，考慮到年輕觀眾，某些內容將依家長需求進行調整。儘管該角色依然出現，與性別認同相關的對話已被刪除。該角色的演員香奈兒·史都華對此決定表示批評。

### 選角
2022年9月9日，在D23 Expo上宣布威爾·福爾特將為主角丹教練配音，並發布首批劇照。福爾特的配音靈感來自1992年電影《阿拉丁》中羅賓·威廉斯的神燈精靈。
2023年6月16日，在安錫國際動畫影展上，宣布米蘭·雷和羅莎·薩拉查加入配音陣容。2024年8月則公開了其餘的配音陣容。

### 動畫
馬克·居內爾·哈里斯（Mark Curnell Harris）和吉妮·克魯茲·桑托斯（Gini Cruz Santos）擔任動畫導演，凱文·安德魯斯（Kevin Andrus）、盧卡斯·弗拉加·帕切科（Lucas Fraga Pacheco）和斯特凡·舒馬赫（Stefan Schumacher）則擔任首席動畫師。影集的動畫製作由皮克斯藝術家團隊負責，其製作規模超過了一般電影製作團隊。
《勝與敗》在視覺隱喻方面進行了大量創新，其中一些角色甚至承載多重隱喻。每集的動畫風格會根據角色視角進行變化，這些風格變化更鮮明地突顯角色的獨特視角。此外，影集還融合了传统动画技法，並根據故事需求調整。

### 音樂
2023年6月16日宣布拉民·贾瓦迪為劇集創作配樂，並於2023年8月14日開始錄製。影集的原創歌曲由音樂組合Campfire（Shane Eli和Jonny Pakfar）創作，此外兩人也為劇集提供了額外音樂。

## 發行
《勝與敗》最初預定於2023年12月在Disney+上首播。然而，2023年11月15日，宣佈該劇將延期至2024年。隨後，該劇定於2024年12月6日首播，但再次延期，新的首播日期改為2025年2月19日，並與另一部皮克斯影集《夢境製片廠》交換了發行日期。影集將包含八集，並將每週三推出2集，第一季第八集（也就是最後一集），已在2025年3月12日發佈且完成最終集的劇情。

### 宣傳
2021年11月12日，於皮克斯為2021年Disney+日舉辦的特別活動中，首次公開了概念藝術皆展示影集中一些角色，並提供了部分預覽。此舉獲得了皮克斯粉絲的普遍好評。2022年9月9日，在2022年D23Expo上，Hobson和Yates展示了影集的首次公開畫面。
2023年6月16日，在安錫國際動畫影展上，展示名為「Vanessa: The Cool Mom」的一集片段。 官方預告片於2024年8月9日釋出。

## 外部連結
- 官方网站
- 互联网电影数据库（IMDb）上《勝與敗》的资料（英文）